# NGC 1599
NGC 1599 est une galaxie spirale barrée située dans la constellation de l'Éridan. NGC 1599 a été découverte par l'astronome français Édouard Stephan en 1881.

## Caractéristiques
Sa vitesse par rapport au fond diffus cosmologique est de 3 993 ± 6 km/s, ce qui correspond à une distance de Hubble de 58,9 ± 4,1 Mpc (∼192 millions d'al).
La classe de luminosité de NGC 1599 est III et elle présente une large raie HI.

## Supernova
La supernova SN 2005aq a été découverte le 18 janvier 2005 dans NGC 1599 par J. Graham et W. Li dans le cadre du programme LOSS (Lick Observatory Supernova Search) de l'observatoire Lick. Cette supernova était de type IIn.